# Pidderevenka, Jovkva
Pidderevenka (în ucraineană Піддеревенка) este un sat în comuna Dobrosîn din raionul Jovkva, regiunea Liov, Ucraina.

## Demografie
Componența lingvistică a localității Pidderevenka
     Ucraineană (100%)
Conform recensământului din 2001, toată populația localității Pidderevenka era vorbitoare de ucraineană (100%).